# Os Ancares
Os Ancares egy comarca (járás) Spanyolország Galicia autonóm közösségében, Lugo tartományban. Székhelye . Népessége 2005-ös adatok szerint 13 888 fő volt.

## Települések
A székhely neve félkövérrel szerepel.
- Becerreá
- As Nogais
- Baralla
- Cervantes
- Navia de Suarna
- Pedrafita do Cebreiro